# Un crime (roman)
Pour les articles homonymes, voir Un crime.
Un crime est un roman policier français de Georges Bernanos. L'ouvrage a été publié pour la première fois en 1935 par la maison d'édition Plon.